# What a Farmwife Painted, 1940
What a Farmwife Painted va ser la primera exposició individual de Grandma Moses i va tenir lloc a la Galerie St. Etienne l'octubre de 1940, organitzada per Louis J. Caldor, el col·leccionista d'art que havia descobert el seu art, i Otto Kallir, el fundador de la galeria.
Anna Moses ja havia exposat tres quadres l'any anterior a l'exposició "Contemporary Unknown American Painters", al Museu d'Art Modern de Nova York. L'interès que s'hi va generar va fer que aquests tres quadres The First Automobile, Home i In the Maple Sugar Days s'incloguessin també a la seva primera exposició individual "What a Farmwife Painted" a la Galerie St. Etienne. Va ser un èxit, tot i que Kallir va considerar que l'exposició "incloïa molts dels seus primers intents en els quals el seu gran talent gairebé no era reconeixible".
La llista de les 35 pintures incloses, numerades de l'1 al 34 (hi ha dues obres 27, 27A i 27B) ha estat extreta d'un antic fullet d'exposició, el catàleg raonat elaborat per Otto Kallir l'any 1976:
| Títol                                             | Núm. de l'exposició de 1940 | Núm. del catàleg de Kallir de 1973 | Data en què va ser pintat | Col·lecció / Propietat                         |
| ------------------------------------------------- | --------------------------- | ---------------------------------- | ------------------------- | ---------------------------------------------- |
| Down in the Glen                                  | 1                           | 23                                 | 1940                      | Louis J. Caldor                                |
| Where the Muddy Missouri Rolls                    | 2                           | 47                                 | 1940                      | Louis J. Caldor                                |
| A Winter Sleigh Ride                              | 3                           | 74                                 | 1940                      | Louis J. Caldor                                |
| Farm Along the River                              | 4                           | 21                                 | 1940                      | Louis J. Caldor                                |
| Village in Winter                                 | 5                           | 71                                 | 1940                      | Louis J. Caldor                                |
| The Covered Wagon                                 | 6                           | 17                                 | 1940                      | Louis J. Caldor                                |
| Back Yard at Home                                 | 7                           | 7                                  | 1940                      | Louis J. Caldor                                |
| Starry Eyes (painted on tin)                      | 8                           | 53                                 | 1940                      |                                                |
| All Dressed Up for Sunday                         | 9                           | 3                                  | 1940                      | Louis J. Caldor                                |
| The Guardian Angel                                | 10                          | 29                                 | 1940                      | Louis J. Caldor                                |
| Hills of New England                              | 11                          | 48                                 | 1940                      | Mrs. Ian McDonald                              |
| Bridge                                            | 12                          | 10                                 | 1940                      | Louis J. Caldor                                |
| The Burning of Troy                               | 13                          | 62                                 | 1939                      | Louis J. Caldor                                |
| Home from the Honeymoon                           | 14                          | 35                                 | 1940                      | Louis J. Caldor                                |
| Bringing in the Hay                               | 15                          | 30                                 | 1940                      | Louis J. Caldor                                |
| The Old House at the Bend in the Road             | 16                          | 40                                 | 1940                      | Louis J. Caldor; Bennington Museum (1995.13)   |
| A Fire in the Woods                               | 17                          | 22                                 | 1940                      | Louis J. Caldor                                |
| Sugar House among the Trees                       | 18                          | 55                                 | 1940                      | Harold L. Downey                               |
| Bringing in the Maple Sugar                       | 19                          | 42                                 | 1939                      | Otto Kallir                                    |
| Shenandoah Valley, South Branch                   | 20                          | 51                                 | 1938                      | Louis J. Caldor                                |
| Home                                              | 21                          | 31                                 | 1939                      | Louis J. Caldor                                |
| In the Maple Sugar Days                           | 22                          | 43                                 | 1939                      | Louis J. Caldor; Mr. & Mrs. Henry Matalene Jr. |
| The First Automobile                              | 23                          | 6                                  | 1939                      | Louis J. Caldor                                |
| Shenandoah Valley (1861 News of the Battle)       | 24                          | 52                                 | 1938                      | Louis J. Caldor                                |
| Cambridge in the Valley                           | 25                          | 11                                 | 1940                      | Louis J. Caldor                                |
| Turkey in the Straw                               | 26                          | 63                                 | 1940                      | Mr. and Mrs. Joseph Kelly Vodrey               |
| On the Road to Greenwich (two sided painting)     | 27A                         | 26                                 | 1940                      | Louis J. Caldor                                |
| The Waterfalls (other side of two sided painting) | 27B                         | 72                                 | 1940                      | Louis J. Caldor                                |
| Home for Thanksgiving                             | 28                          | 34                                 | 1940                      | Louis J. Caldor                                |
| The Old Churchyard on Sunday Morning              | 29                          | 15                                 | 1940                      | Louis J. Caldor                                |
| Apple Pickers                                     | 30                          | 5                                  | 1940                      | Louis J. Caldor                                |
| At the Old Well                                   | 31                          | 73                                 | 1940                      | Louis J. Caldor                                |
| The Village by the Brookside                      | 32                          | 70                                 | 1940                      | Louis J. Caldor                                |
| September Hills                                   | 33                          | 50                                 | 1940                      |                                                |
| Mt. Nebo on the Hill (brodat)                     | 34                          | 34W                                | 1940                      | Louis J. Caldor                                |